# Risiera di San Sabba

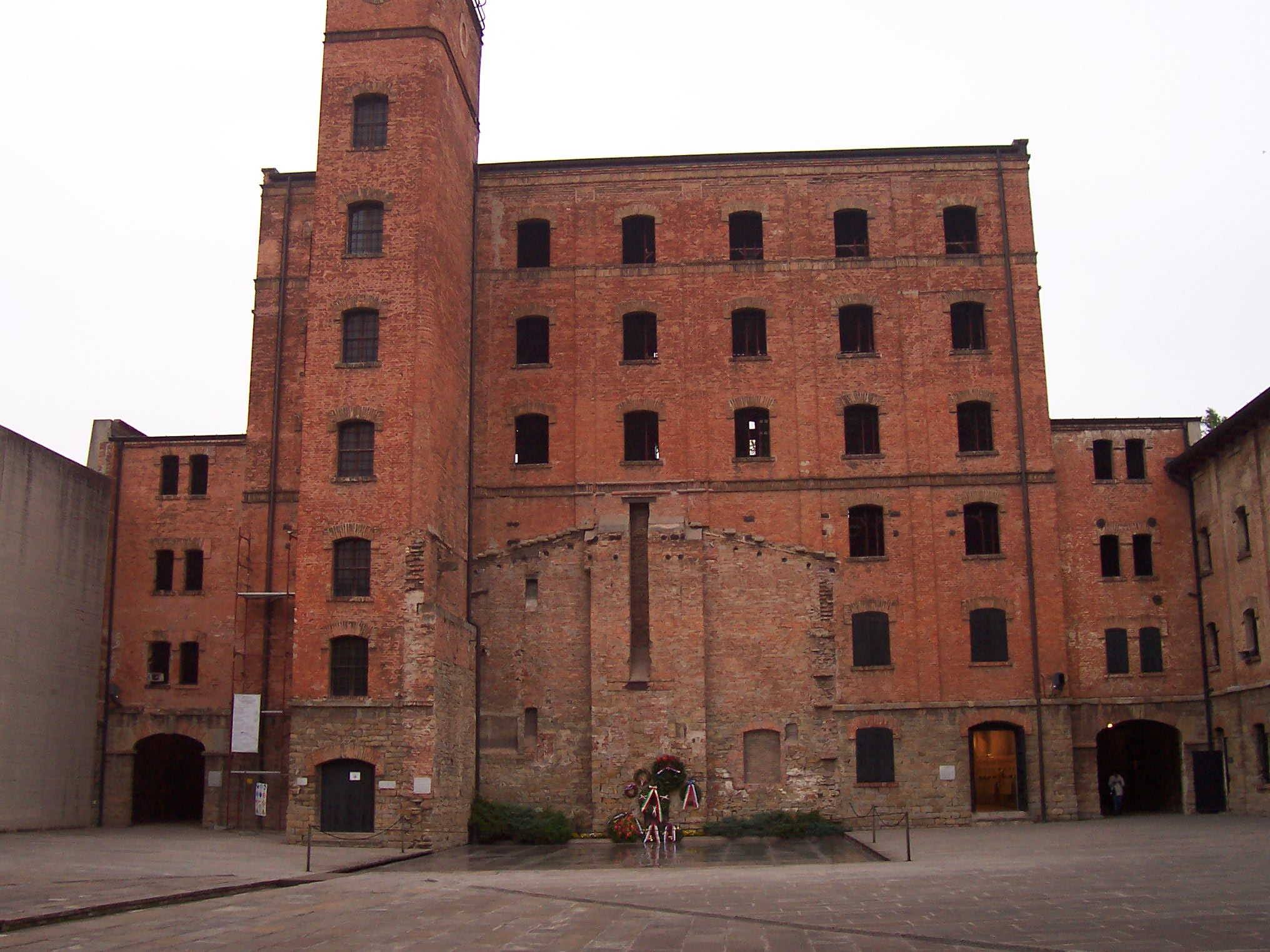
Imagem do edifício principal do conjunto

Mapa com a localização do campo. Com Europa ocupada pela Alemanha Nazista em marrom e, os territórios ocupados pela Itália fascista em laranja (ver: Grande Itália).

Risiera di San Sabba é um conjunto de edifícios industriais localizado em Trieste, na Itália, utilizado como campo de concentração para detenção política de Setembro de 1943 a 29 de Abril de 1945.
Embora em território da República Social Italiana, a região estava sob controle direto do Terceiro Reich, com o nome de Zona di operazione dell'Adriatisches Küstenland, por ser considerada zona de operações bélicas.

Calcula-se que 5000 pessoas tenham morrido neste local.